# Episodi di Murder One (seconda stagione)
La seconda e ultima stagione della serie televisiva Murder One, composta da 18 episodi, è stata trasmessa in prima visione negli Stati Uniti d'America da ABC dal 10 ottobre 1996 al 29 maggio 1997.
| nº | Titolo originale            | Titolo italiano | Prima TV USA     | Prima TV Italia |
| -- | --------------------------- | --------------- | ---------------- | --------------- |
| 1  | Chapter One, Year Two       |                 | 10 ottobre 1996  |                 |
| 2  | Chapter Two, Year Two       |                 | 17 ottobre 1996  |                 |
| 3  | Chapter Three, Year Two     |                 | 24 ottobre 1996  |                 |
| 4  | Chapter Four, Year Two      |                 | 7 novembre 1996  |                 |
| 5  | Chapter Five, Year Two      |                 | 14 novembre 1996 |                 |
| 6  | Chapter Six, Year Two       |                 | 21 novembre 1996 |                 |
| 7  | Chapter Seven, Year Two     |                 | 5 dicembre 1996  |                 |
| 8  | Chapter Eight, Year Two     |                 | 12 dicembre 1996 |                 |
| 9  | Chapter Nine, Year Two      |                 | 9 gennaio 1997   |                 |
| 10 | Chapter Ten, Year Two       |                 | 16 gennaio 1997  |                 |
| 11 | Chapter Eleven, Year Two    |                 | 23 gennaio 1997  |                 |
| 12 | Chapter Twelve, Year Two    |                 | 23 gennaio 1997  |                 |
| 13 | Chapter Thirteen, Year Two  |                 | 25 maggio 1997   |                 |
| 14 | Chapter Fourteen, Year Two  |                 | 25 maggio 1997   |                 |
| 15 | Chapter Fifteen, Year Two   |                 | 26 maggio 1997   |                 |
| 16 | Chapter Sixteen, Year Two   |                 | 26 maggio 1997   |                 |
| 17 | Chapter Seventeen, Year Two |                 | 29 maggio 1997   |                 |
| 18 | Chapter Eighteen, Year Two  |                 | 29 maggio 1997   |                 |